# Draschwitz (Grimma)
Draschwitz ist ein Dorf im Landkreis Leipzig in Sachsen. Politisch gehört der Ort seit 2011 zu Grimma. Er liegt an der Staatsstraße S 37 zwischen Ablass und Zschoppach.

## Geschichte
1286 verkaufte Mgf. Heinrich von Meißen das Ober- und Niedergericht in Draschwitz an das Kloster Buch. Diese Gerichte hatten dem Burggrafen von Döben gehört, der seine Auflassung mit gleichem Datum bekundet hatte. 1289 und 1325 wurden diese Rechte bestätigt. 1327 verkaufte Heinrich de Warmoldisdorf dem Kloster Buch seine Lehnsgüter in Droschenitz, nachdem er sie den Herren von Colditz aufgelassen hatte. 1330 schenkte Bf. Withego von Meißen dem Kloster einen Zehnt in Drozcinicz, den Johann de Dewyn aufgelassen hatte.
1333 verkaufte schließlich der Burggraf von Leisnig seine Rechte in Droschinicz an das Kloster.
Damit war das Kloster Buch wohl in den Besitz des gesamten Dorfes mit beiden Gerichten gekommen, was auch aus dem Amterbbuch des Amtes Kloster Buch von 1548 folgt.
Mit der Eingemeindung nach Zschoppach, die am 1. Juli 1950 wirksam wurde, verlor der Ort seine Eigenständigkeit. Am 1. März 1994 schlossen sich die damals selbstständigen Gemeinden Böhlen, Dürrweitzschen, Leipnitz, Ragewitz und Zschoppach zur Gemeinde Thümmlitzwalde zusammen. Diese wiederum wurde am 1. Januar 2011 nach Grimma eingemeindet, womit Draschwitz dessen Gemeindeteil geworden ist.
Der Ort war immer nach Zschoppach gepfarrt.

## Entwicklung der Einwohnerzahl
| Jahr    | Einwohnerzahl                               |
| ------- | ------------------------------------------- |
| 1548/51 | 8 besessene Mann, 13 Inwohner, 16 1⁄2 Hufen |
| 1764    | 10 besessene Mann, 4 Häusler, 16 1⁄2 Hufen  |
| 1834    | 197                                         |

| Jahr | Einwohnerzahl |
| ---- | ------------- |
| 1871 | 271           |
| 1890 | 236           |
| 1910 | 206           |

| Jahr | Einwohnerzahl |
| ---- | ------------- |
| 1925 | 198           |
| 1939 | 187           |
| 1946 | 281           |